# Martina Lowden
Abram Martina Lowden, född 26 maj 1983 i Stockholm, är en svensk litteraturkritiker och författare.

## Biografi
Lowden växte upp i Mölnbo som dotter till konstnärerna Harald Lowden och Åsa Lowden Kästel. Hon är syster till radioproducenten Clara Lowden. Hon gick på Waldorfskolan i Järna och Viktor Rydberg gymnasium i Stockholm, och studerade därefter psykologi vid Stockholms universitet. Hon väckte stor uppmärksamhet med sin debutroman Allt (2006), för vilken hon bland annat tilldelades Borås Tidnings debutantpris med motiveringen: "En infallsrik dagboksroman där litteraturen blir existentiell grundmateria i ett spretigt sprakande språkkonstverk som ger nytt liv åt en klassisk genre."
Hon är verksam som litteraturkritiker på Dagens Nyheter och Sveriges Radios Kulturnytt och var en av grundarna och redaktörerna för den numera nedlagda litteraturtidskriften O-. Hon är även chefredaktör för den litterära ungdomstidskriften Ponton. Marcel Proust har haft stort inflytande på Lowdens författarskap, och även Gertrude Stein är en favoritförfattare.
Lowden var värd i radioprogrammet Sommar den 29 juli 2008.
Hon är gift med författaren Sami Said.

## Priser och utmärkelser
- 2007 – Borås Tidnings debutantpris
- 2007 – Katapultpriset för Allt
- 2009 – Karin Boyes litterära pris
- 2010 – Till Adam Brombergs minne (Adamspriset)